# NK Vodovod Zagreb
Nogometni klub Vodovod Zagreb bio je hrvatski nogometni klub iz Zagreba.
Nastao je 1950. Predstavljao je radnike i službenike gradskog vodovoda.